# Pradeep Kumar Dave
Pradeep Kumar Dave ist ein indischer orthopädischer Chirurg und Vorsitzender des Rockland-Krankenhauses in Neu-Delhi. Er schloss sein Studium am All India Institute of Medical Sciences, Delhi (AIIMS) ab und trat dem Institut als Fakultätsmitglied bei. Später kam er als Leiter der orthopädischen Abteilung zum Rockland Hospital und ist der amtierende Vorsitzende des Beirats.
Dave ist ehemaliger Herausgeber des Indian Journal of Orthopedics und diente als Präsident der Vereinigung der Wirbelsäulenchirurgen Indiens. Er ist emeritierter Professor der National Academy of Medical Sciences (NAMS) und Fellow des Royal College of Physicians and Surgeons of Glasgow, der Indian Orthopaedics Association, der National Academy of Medical Sciences, der International Medical Science Academy und der indischen Sektion des International College of Surgeons. Die indische Regierung verlieh ihm im Jahr 2000 die vierthöchste zivile Auszeichnung des Padma Shri für seine Verdienste in den Bereichen Ökologie und Umwelt.